# Downton Castle
Downton Castle er et country house fra 1700-tallet i sognet Downton on the Rock i Herefordshire, England, omkring 8 km vest i Ludlow, Shropshire.
Det er en listed building af første grad.